# Cristian (gmina w okręgu Braszów)
Cristian – gmina w Rumunii, w okręgu Braszów. Obejmuje tylko jedną miejscowość Cristian. W 2011 roku liczyła 4490 mieszkańców. 